# Тишпеуаль (муниципалитет)
Тишпе́уаль (исп. Tixpéhual) — муниципалитет в Мексике, штат Юкатан, с административным центром в одноимённом городе. Численность населения, по данным переписи 2010 года, составила 5388 человек.

## Общие сведения
Название Tixpéhual c майяйского языка можно перевести как: место маленьких людей.
Площадь муниципалитета равна 71 км², что составляет 0,18 % от площади штата, а средняя высота равна 10 метрам над уровнем моря.
Он граничит с другими муниципалитетами Юкатана: на севере и востоке с Тишкокобом, на юге с Сее и Акансехом, на западе с Канасином и Меридой.

## Учреждение и состав
Муниципалитет был образован в 1929 году, в его состав входит 14 населённых пунктов, самые крупные из которых:
| Код INEGI                  | Населённый пункт                                                                    | Численность населения (2005 год) | Численность населения (2010 год) |
| -------------------------- | ----------------------------------------------------------------------------------- | -------------------------------- | -------------------------------- |
| 095                        | Всего                                                                               | 5001                             | 5388                             |
| 0001                       | Тишпеуаль (исп. Tixpéhual) 20°58′40″ с. ш. 89°26′30″ з. д. (административный центр) | 3312                             | 3470                             |
| 0003                       | Чочох (исп. Chochoh) 20°59′36″ с. ш. 89°28′01″ з. д.                                | 530                              | 597                              |
| 0005                       | Сахе (исп. Sahé) 20°55′21″ с. ш. 89°27′44″ з. д.                                    | 430                              | 507                              |
| 0006                       | Течо (исп. Techoh) 20°58′19″ с. ш. 89°31′16″ з. д.                                  | 367                              | 400                              |
| 0004                       | Килинче (исп. Kilinché) 20°59′50″ с. ш. 89°26′10″ з. д.                             | 244                              | 268                              |
| 0023                       | Кука (исп. Cucá) 20°56′22″ с. ш. 89°24′25″ з. д.                                    | 114                              | 122                              |
| —                          | Прочие                                                                              | 4                                | 24                               |
| Названия на карте Генштаба |                                                                                     |                                  |                                  |

## Экономика
По статистическим данным 2000 года, работоспособное население занято по секторам экономики в следующих пропорциях:
- торговля, сферы услуг и туризма — 46,9 %;
- производство и строительство — 38,2 %;
- сельское хозяйство и скотоводство — 12,5 %;
- безработные — 2,4 %.

## Инфраструктура
По статистическим данным 2010 года, инфраструктура развита следующим образом:
- протяжённость дорог: 60,4 км;
- электрификация: 98,7 %;
- водоснабжение: 97,5 %;
- водоотведение: 56,1 %.

## Достопримечательности
В муниципалитете можно посетить храм Святого Мартина, построенный в колониальную эпоху, а также археологические памятники цивилизации майя.

## Фотографии

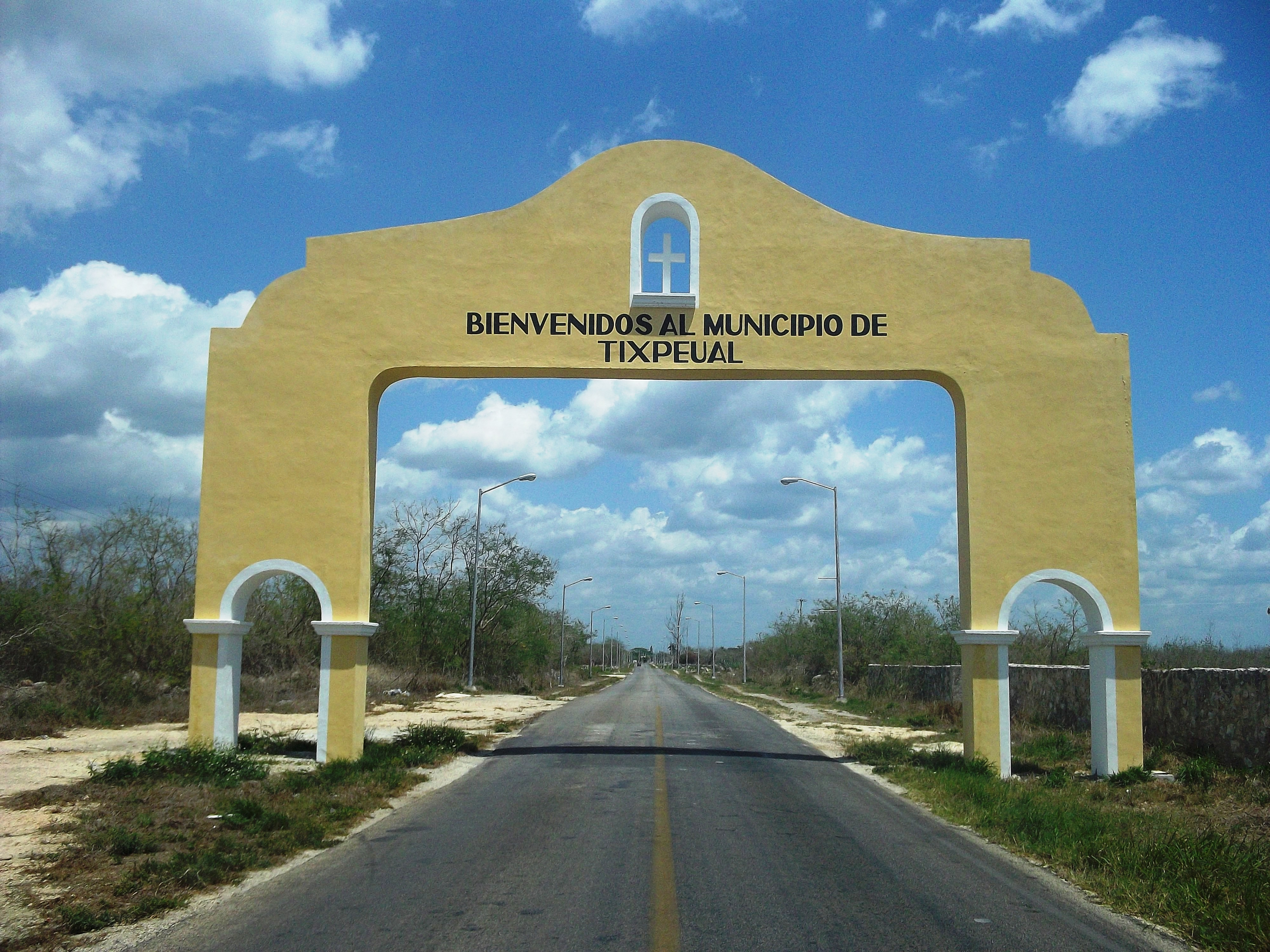
Арка на въезде в муниципалитет
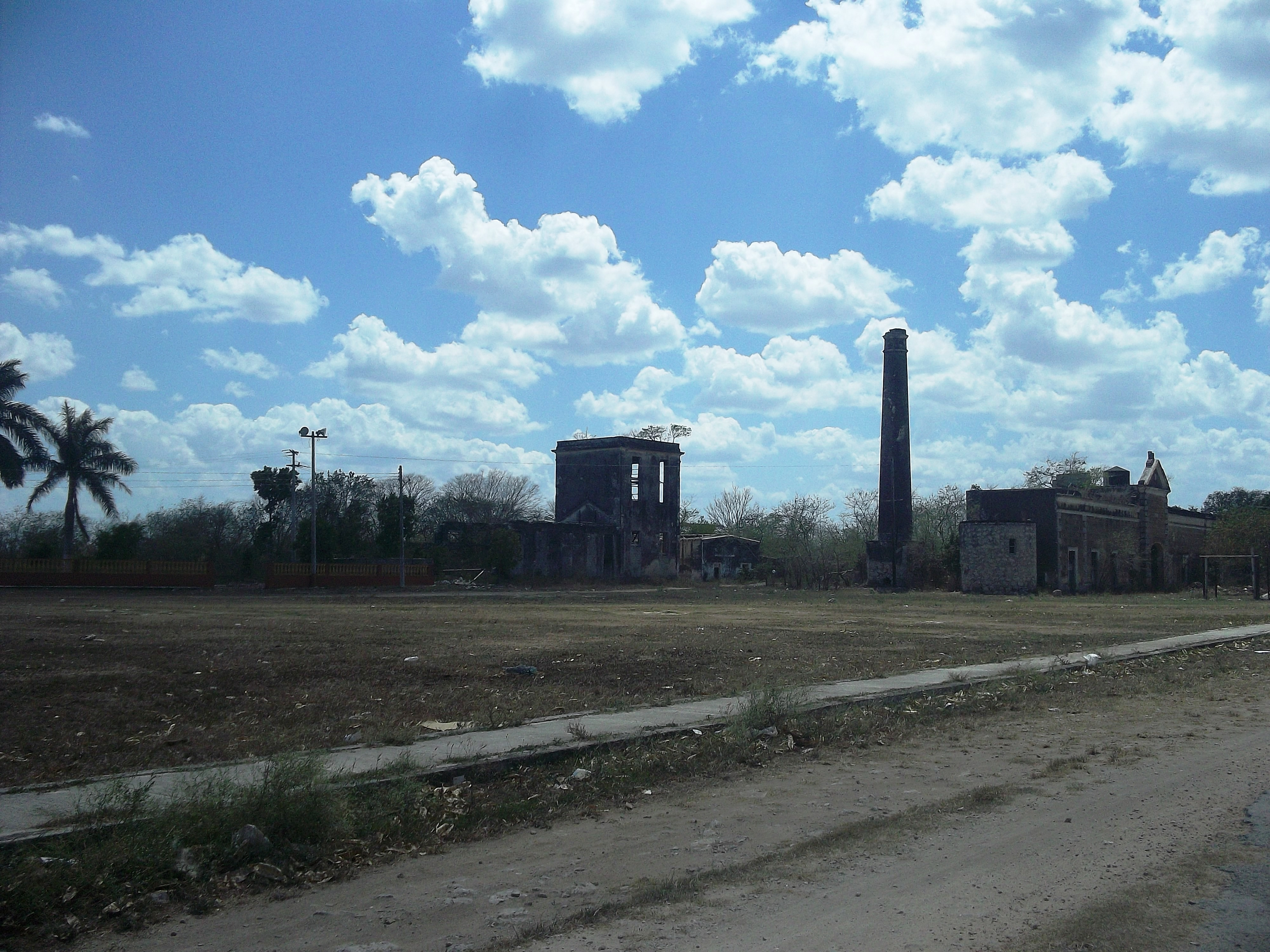
Бывшая асьенда Чочох
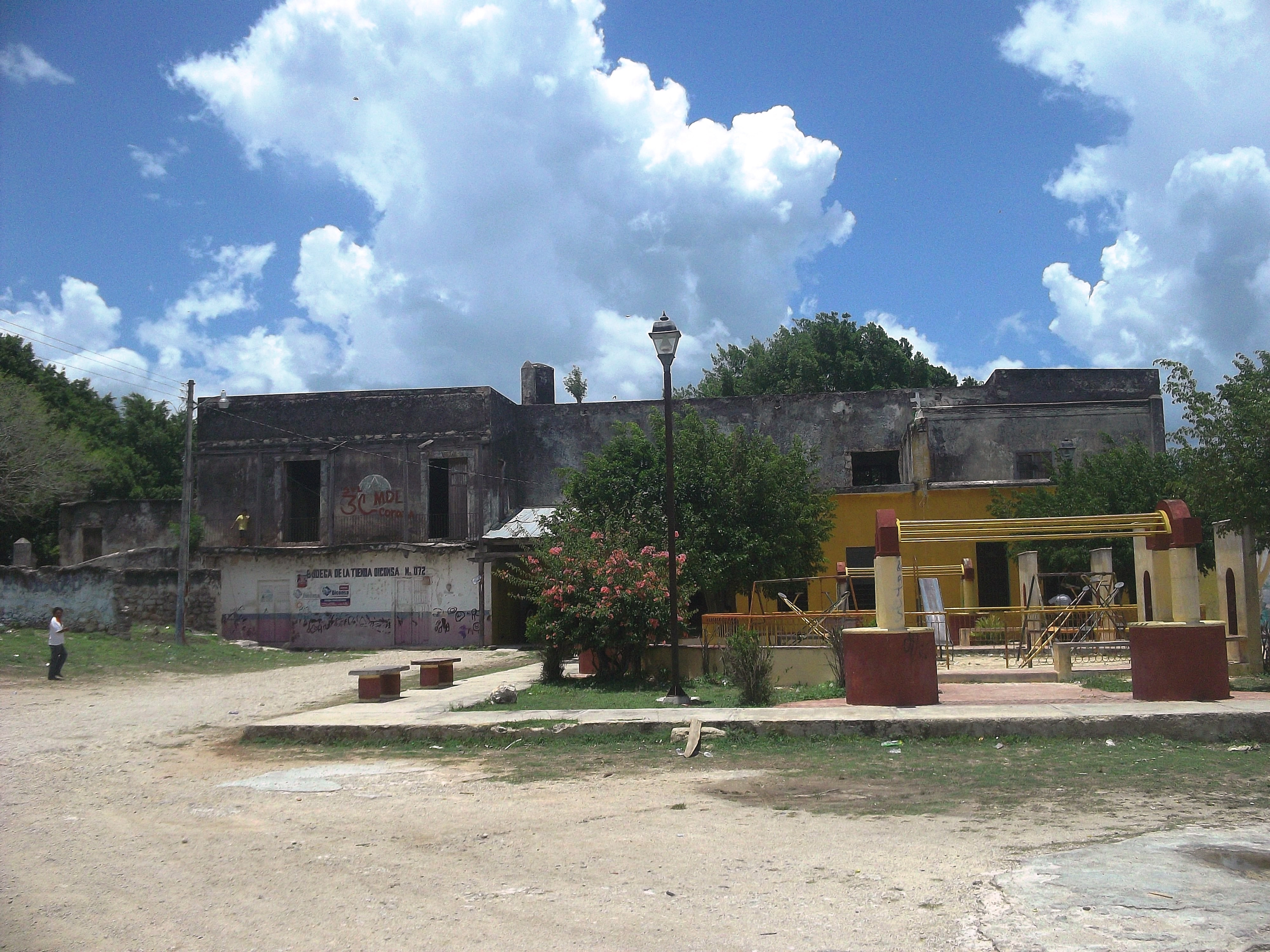
Посёлок Сахе
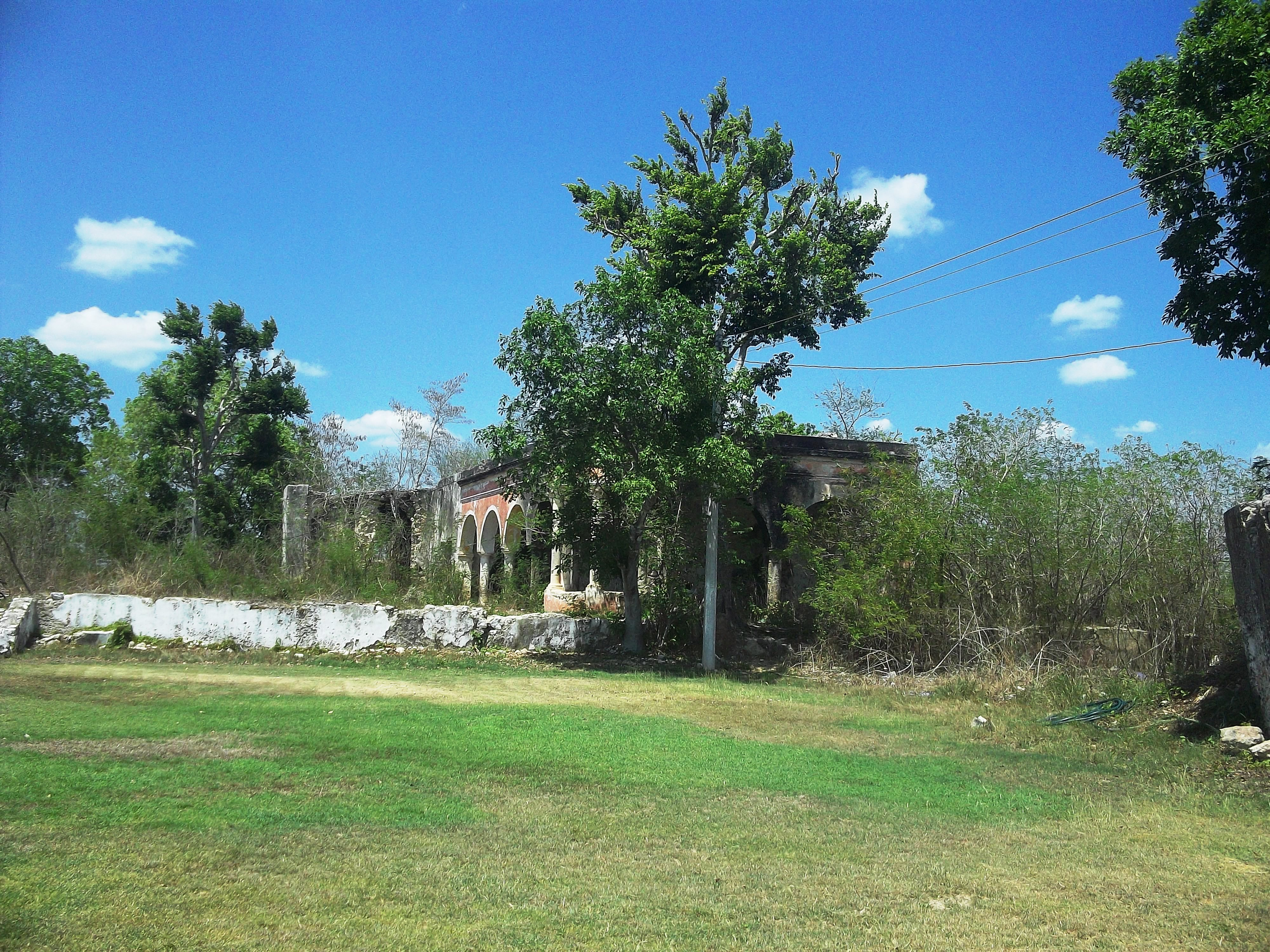
Бывшая асьенда Течо
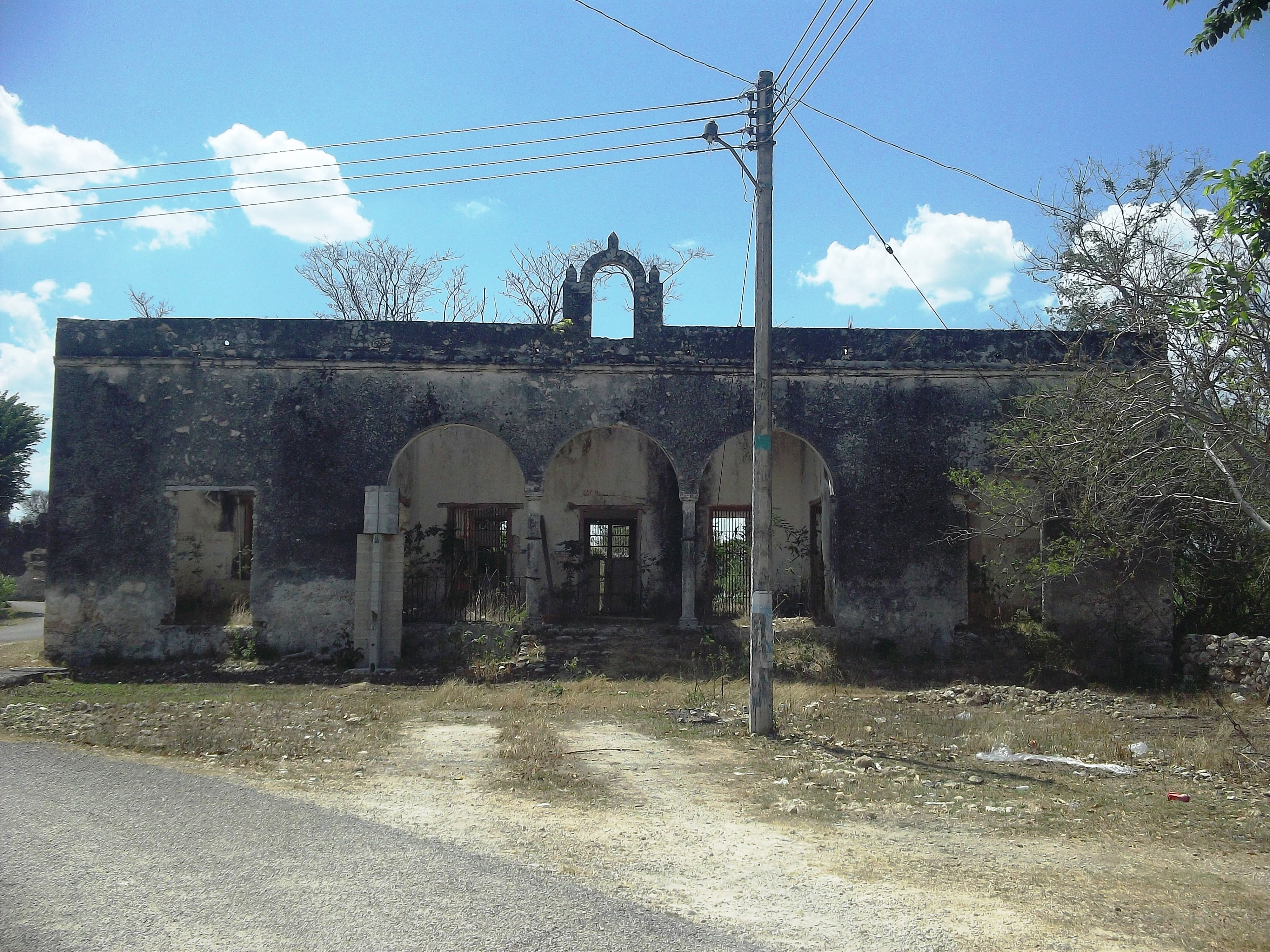
Бывшая асьенда Килинче
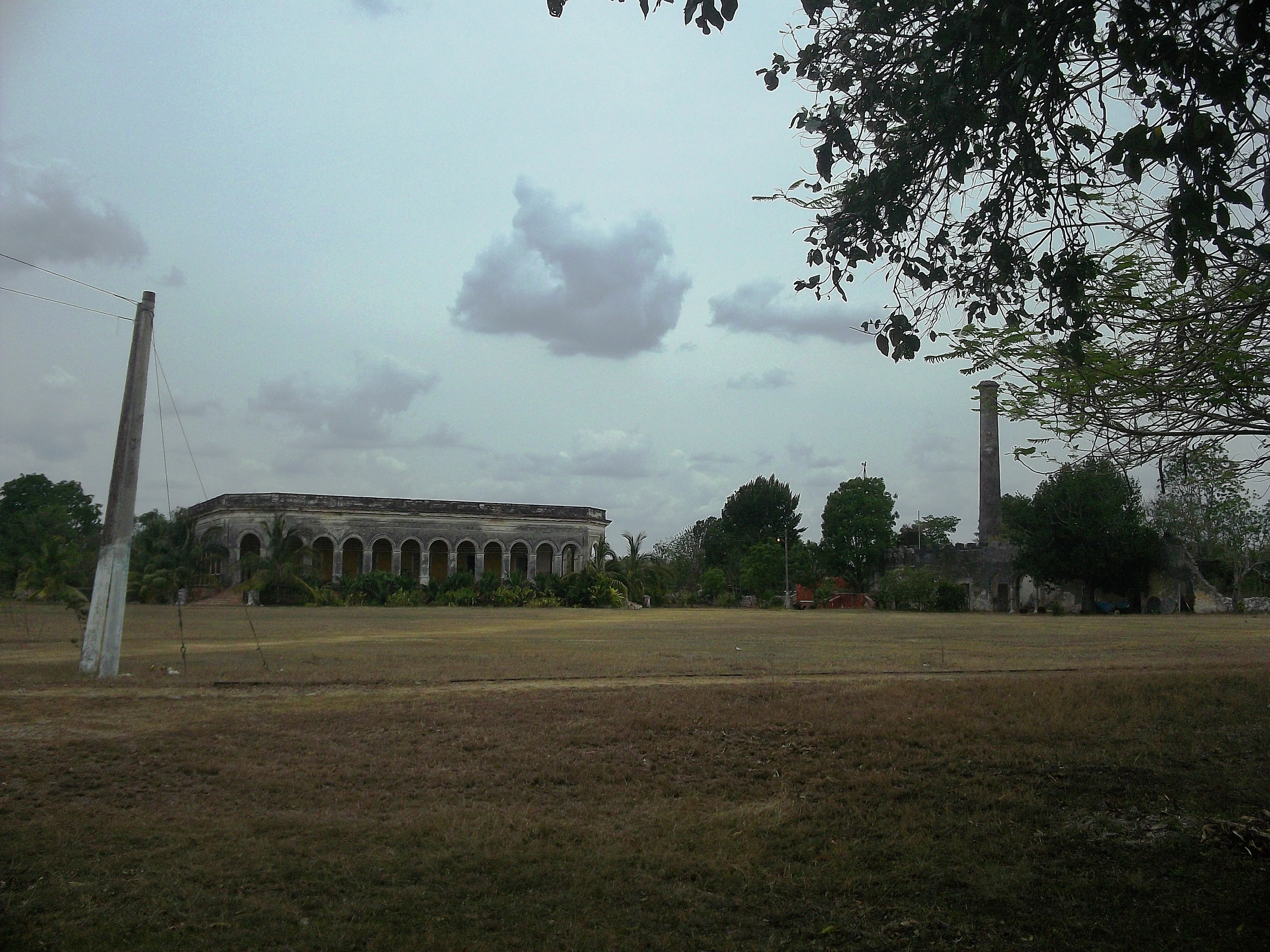
Бывшая асьенда Кука